# Chambourcy
 Chambourcy  es una población y comuna francesa, en la región de Isla de Francia, departamento de Yvelines, en el distrito de Saint-Germain-en-Laye y cantón de Saint-Germain-en-Laye-Sud.

## Demografía
| 2068 | 2515 | 4763 | 5052 | 5163 | 5077 |
| Para los censos de 1962 a 1999 la población legal corresponde a la población sin duplicidades (Fuente: INSEE [Consultar]) |      |      |      |      |      |